# Václav Dvořák (stavitel)
Václav Dvořák (20. září 1900 Obřany – 21. září 1984 Brno) byl český stavitel, architekt a sběratel umění.

## Život
Václav Dvořák se narodil v Obřanech v chalupnické rodině 20. září roku 1900 jako nejmladší ze šesti dětí manželům Františku Dvořákovi a Marii Dvořákové, rozené Dohnalové. Několik let poté, co roku 1905 tragicky zahynul otec rodiny František, se Marie Dvořáková i s dětmi přestěhovala za svým novým mužem do Žatčan. Po pěti letech obecné školy docházel Václav Dvořák tři roky do měšťanky v Husovicích a poté složil přijímací zkoušky na brněnskou průmyslovou školu, kde roku 1921 odmaturoval. Až do složení stavitelské zkoušky v roce 1926 pracoval v krátkých časových úsecích u více zaměstnavatelů.
V letech 1928–1932 provozoval společnou projekční kancelář s architektem Aloisem Kubou. V letech 1932–1947 měl samostatnou projekční a stavitelskou firmu. V Brně se seznámil s lékařem a sběratelem moderního umění Otakarem Teyschlem a s kulturně činným obchodníkem Františkem Venerou (SVU v Brně), kteří ho v polovině 30. let přivedli ke sběratelství umění. Dvořák neměl potřebné vzdělání a zpočátku jeho akvizice odrážely více finanční úspěchy jeho firmy než kvalitu a v pozadí byla potřeba utvrdit vydobytý společenský status. S malířem Antonínem Procházkou se seznámil při přestavbě jeho rodinné vily.
Za protektorátu budoval svou sbírku umění a jako mecenáš podporoval umělce, především sochaře. Pravidelně se s nimi scházel v Praze i v Brně a aktivně se tak podílel na formování nových myšlenek a přístupů, reagujících na proměny dobového kulturního a společensko-politického klimatu. Po válce se finančně podílel na rekonstrukci brněnského Domu umění. Po vlně poválečného znárodňování a v předtuše těžkostí věnoval značné finanční prostředky do nákupu osmi pláten z výstavy Umění republikánského Španělska - Španělští umělci pařížské školy. Mezi těmito obrazy byla i Šedá hlava (Dora Maar) Pabla Picassa.
Roku 1948 byla znárodněna Dvořákova stavební firma a roku 1952 přišel po diskreditační kampani i o svou rodinnou vilu ve Foustkově ulici, ze které komunistický režim zřídil mateřskou školu. Na Dvořáka byla uvalena daň za jeho znárodněný podnik a poté byl obviněn ze "zatajování cenných předmětů ve svém vlastnictví". 13. července 1960 byl pak obviněn z pokusu o "rozkrádání majetku v socialistickém vlastnictví" a odsouzen k nepodmíněnému tříletému trestu a k propadnutí majetku. V letech 1960–1963 byl vězněn v pražské věznici na Pankráci. Roku 1962 byla jeho sbírka bezplatně převedena do správy Moravské galerie v Brně, s výjimkou předmětů, kde odhadní cena nepřesáhla tisíc korun, tedy grafických listů a kreseb.
Dvořák nesl své odsouzení těžce a chápal ho zejména jako útok na svou bezúhonnost. Po propuštění z vězení navštěvoval výstavy a sledoval osudy děl ze své sbírky, přestože popisky uváděly pouze datum získání a nikoli původního majitele. Počátkem 90. let 20. století byl majetek navrácen v restituci a část jeho sbírky odkoupena, část dlouhodobě zapůjčena a zbytek navrácen rodině.

### Dvořákova sbírka
Podle protokolů o převzetí sbírky Moravskou galerií, vlastnil Václav Dvořák osm plastik Karla Dvořáka, dále sochu Emila Filly Zápas, Tři Grácie Josefa Kubíčka, Lachtana Jana Laudy a také sochy Karla Pokorného, Josefa Wagnera, Josefa Mařatky, Jana Štursy a Vincence Makovského.
V obrazové sbírce byli zastoupeni Antonín Procházka, Karel Černý, Emil Filla, František Tichý, František Foltýn, Václav Špála, Jaroslav Král, František Kupka (studie k Extázi), Jan Preisler, Otakar Nejedlý, Jan Slavíček, Rudolf Kremlička, Willi Nowak, Josef Čapek, Jan Bauch, Alois Fišárek, Georges Kars, Alfréd Justitz, Eduard Milén, Antoni Clavé, ad.

## Dílo

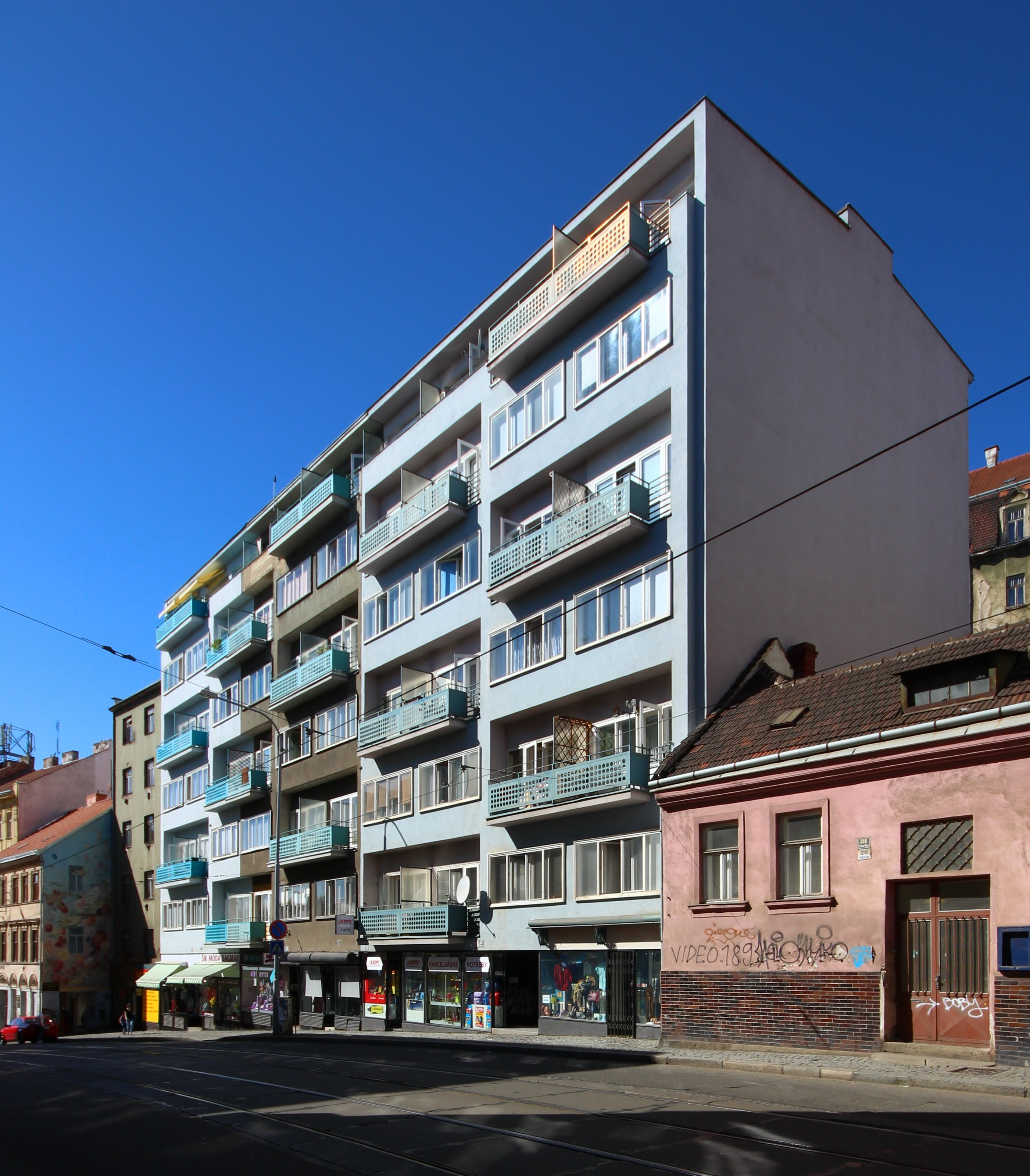
Trojdům čp. 413–415, Staré Brno, Pekařská 28–32

V Brně postavil řadu bytových domů vysokého architektonického i technického standardu.
- 1936 nájemní domy čp. 413–415, Staré Brno, Pekařská 28–32, spolupráce Jaroslav Brázda
- 1936 nájemní domy čp. 626, 627, Staré Brno, Pellicova 5, 5a, spolupráce Jaroslav Brázda
- 1936 nájemní domy čp. 634, 635, Staré Brno, Pellicova 13, 13a, spolupráce Jaroslav Brázda
- 1936 nájemní domy čp. 639, 640, Staré Brno, Pellicova 17, 19, spolupráce Josef Šolc